# Stellenbosch
Stellenbosch (afrikaans: [stɛləmˈbos], [ˈstɛləmbos]) ist eine Stadt in der Provinz Westkap der Republik Südafrika. Sie ist nach Kapstadt die älteste von Europäern gegründete Siedlung im heutigen Südafrika. 2011 hatte die Stadt 19.068 Einwohner. Zusammen mit unmittelbar benachbarten Orten wie Khayamandi und Cloetesville betrug die Einwohnerzahl 77.476.

## Geografie
Stellenbosch liegt etwa 50 Kilometer östlich von Kapstadt am Fluss Eerste Rivier in 114 Metern Höhe über dem Meeresspiegel. Stellenbosch ist Verwaltungssitz der gleichnamigen Gemeinde, zu der unter anderem auch die Orte Franschhoek und Pniel sowie die Townships Khayamandi, Ida’s Valley and Cloetesville gehören. Die Stadt liegt in einer Berglandschaft mit fruchtbaren Tälern. Das Umland ist landwirtschaftlich geprägt und gehört zu den bedeutendsten Weinanbaugebieten Südafrikas. Zehn Kilometer nördlich der Stadt verläuft die Fernstraße N1.

## Klima
Das Klima Stellenboschs ist dem Kapstadts sehr ähnlich. Die monatlichen Minimal- und Maximalwerte liegen geringfügig weiter auseinander, da Stellenbosch etwas weiter landeinwärts liegt. Die monatlichen Niederschlagsmengen betragen im Sommer im Durchschnitt unter 25 mm, im Winter zwischen etwa 50 und 75 mm. Die mittleren Höchstwerte erreichen im Sommer knapp 25 °C, im Winter um 17 °C; die mittleren Tiefstwerte liegen im Sommer bei zwischen 14 °C und 18 °C, im Winter noch bei über 10 °C.

## Geschichte
Nach dem Hauptfundort Stellenbosch ist die mittelpaläolithische (Middle Stone Age) Stellenbosch-Industrie benannt.
Nachdem die Niederländische Ostindien-Kompanie (VOC) ab Mitte des 17. Jahrhunderts die Kapregion zu besiedeln begonnen hatte und 1652 Kapstadt gegründet worden war, rief der holländische Gouverneur von Kapstadt, Simon van der Stel, im Zuge der Besiedelung des weiteren Hinterlandes 1679 am Fluss Eerste River eine neue Siedlung ins Leben. Nach seinem Gründer wurde der Ort zunächst „Stelenbusch“, später auch „Busch van der Stel“ und schließlich „Stellenbosch“ genannt. Die ersten Siedler betrieben Landwirtschaft und wandten sich nach einer misslungenen Eichenaufforstung verstärkt dem Weinbau zu. Für längere Zeit blieb Stellenbosch der östlichste Vorposten der Kapregion, zu dessen Schutz die VOC ein Lager mit Soldaten eingerichtet hatte. Aufgrund der guten wirtschaftlichen Voraussetzungen wuchs die Stadt schnell, 1682 wurde eine Regionalbehörde eingerichtet und 1685 wurde Stellenbosch Gerichtsort.
In den Jahren 1710, 1804 und 1875 suchten Großbrände die Stadt heim, und mehrere Hochwasser des Eerste River richteten große Schäden an. Diese Rückschläge und die Ausweitung der Kapkolonie nach Osten und Norden sowie der zunehmende Einfluss der Briten veranlassten viele Siedler, letztendlich im Zuge des „Großen Trecks“ die Stadt zu verlassen, so dass deren Bedeutung im 19. Jahrhundert mehr und mehr zurückging. Lediglich die Gründung der Universität im Jahre 1918 gab der Stadt einen Teil ihrer früheren Bedeutung zurück.
Zur Mitte des 20. Jahrhunderts begann der Weinbau sich für kurze Zeit wirtschaftlich zu erholen, ehe die wegen der Apartheidpolitik verhängten Sanktionen einen erneuten Niedergang verursachten. Erst nach der Abschaffung der Apartheid kam das wirtschaftliche Leben wieder in Schwung, zu dem sich neben dem Weinbau zunehmend auch der Tourismus etablierte.

## Wirtschaft

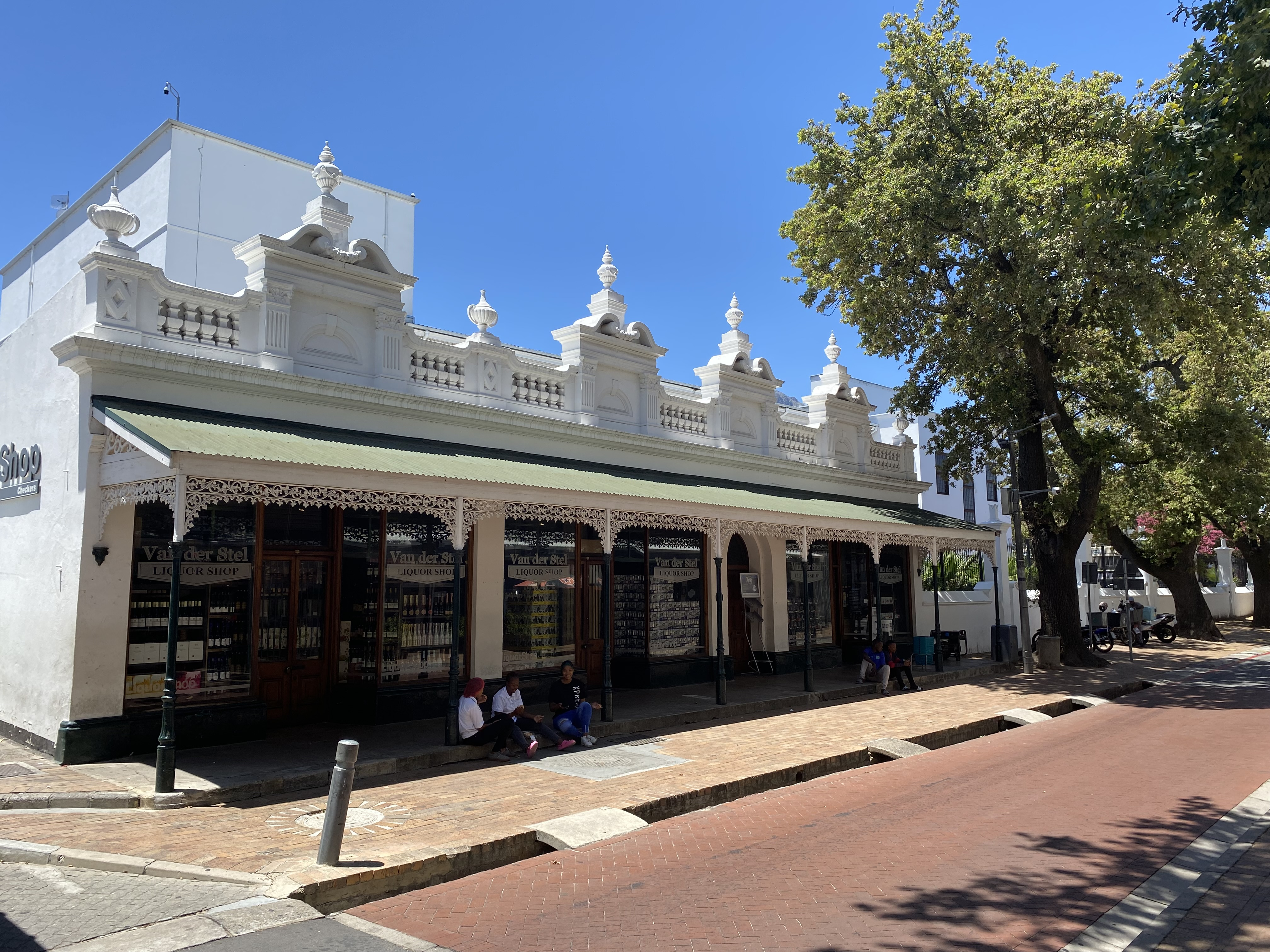
Spirituosengeschäft in der Andringa Street (2023).

Die Stellenbosch-Gemeinde ist bekannt für den Export von hochwertigem Wein, der aus über 120 Weingütern kommt, und gilt als gute Adresse für den Tourismus, der seit Jahren hohe Zuwachsraten zu verzeichnen hat. Es gibt zirka 260 meist kleinere Beherbergungsbetriebe mit zusammen über 3000 Betten sowie mehr als 140 Restaurants. Seit den 1990er Jahren gehört Stellenbosch zu den mittleren Städten Südafrikas, deren Wirtschaft am schnellsten wächst.

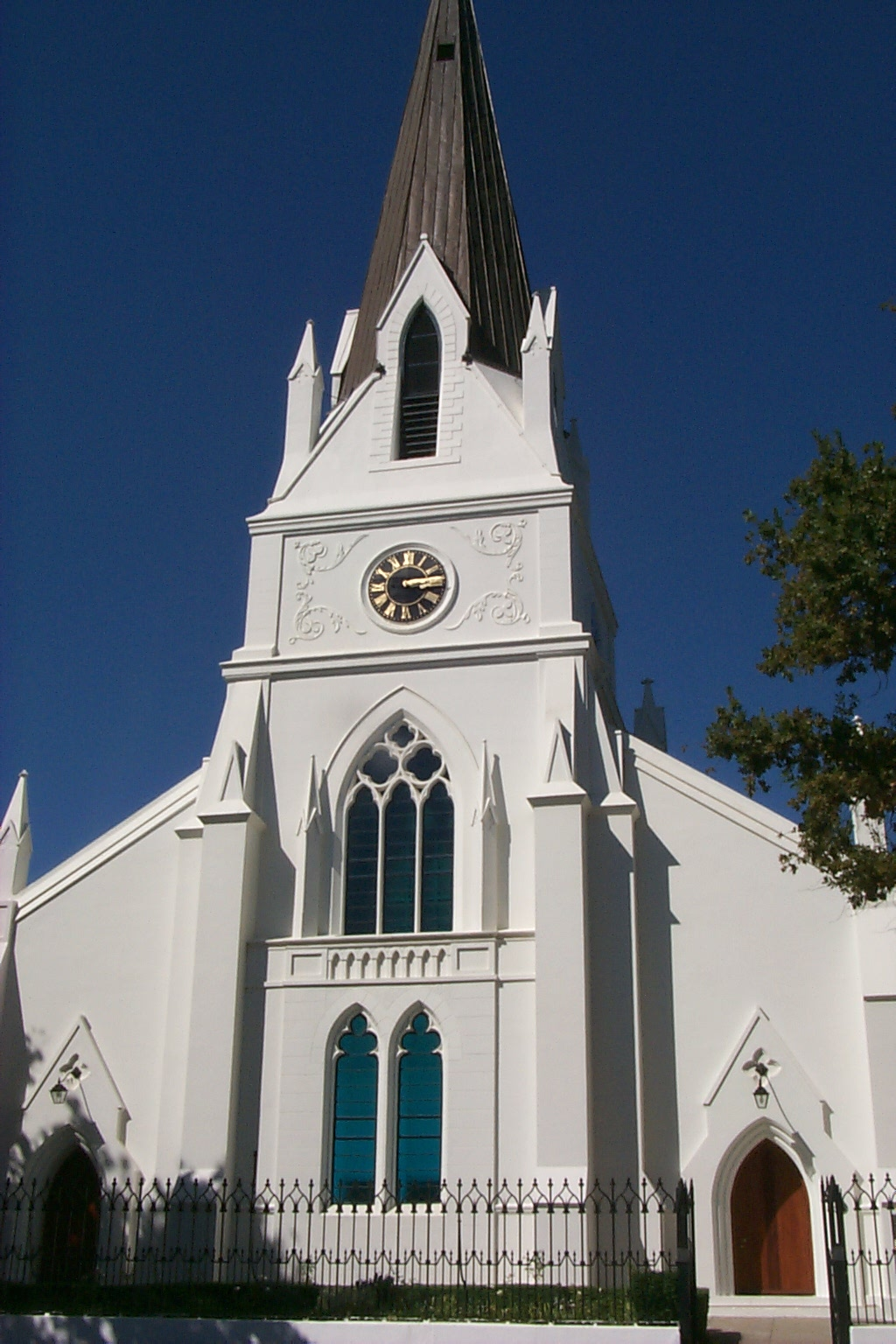
Moederkerk

## Bildungseinrichtungen
In Stellenbosch befindet sich mit der Universität Stellenbosch eine der führenden Universitäten Südafrikas. Sie ging aus einem 1866 gegründeten Gymnasium hervor. Hier hatte die intellektuelle Elite der Buren ihre Wurzeln; zahlreiche hochrangige Politiker und andere Persönlichkeiten studierten oder lehrten hier. 2013 waren in Stellenbosch etwa 28.000 Studierende immatrikuliert; zur Universität gehören zehn Fakultäten. Das Hauptgebäude, das „Ou Hoofgebou“, wurde 1886 im neoklassizistischen Stil errichtet.

## Sehenswürdigkeiten
In Stellenbosch sind viele Häuser aus der Zeit der Ostindien-Kompanie im kapholländischen Stil erhalten geblieben, so dass die Innenstadt für sich eine Sehenswürdigkeit darstellt. Vier der schönsten Häuser sind zum Dorp Museum zusammengefasst worden. Sie wurden sorgfältig restauriert und mit Möbeln aus ihrer Entstehungszeit ausgestattet, wie beispielsweise der Rozenhof.
Im Süden der Stadt befindet sich das Erfurt House, eine 1876 im viktorianischen Stil errichtete Villa.
Im östlichen Stadtzentrum steht Stellenboschs älteste Kirche, die niederländisch-reformierte Moederkerk, erbaut im Jahre 1772. Das ursprünglich noch mit einem Strohdach versehene Gotteshaus wurde 1863 von dem deutschen Architekten Carl Otto Hager im neogotischen Stil umgebaut. Die strahlend weiße Fassade ist typisch für das Westkap.
Wegen des Mangels an geeignetem Bauholz im Kapland (hier herrscht der Fynbos vor), ging die Niederländische Ostindien-Kompanie (VOC) dazu über, Eichen zu pflanzen. Stellenbosch weist besonders viele Exemplare auf, die hier auch als Alleebäume fungieren, was der Stadt den Spitznamen Eikestad (Eichenstadt) eingetragen hat.

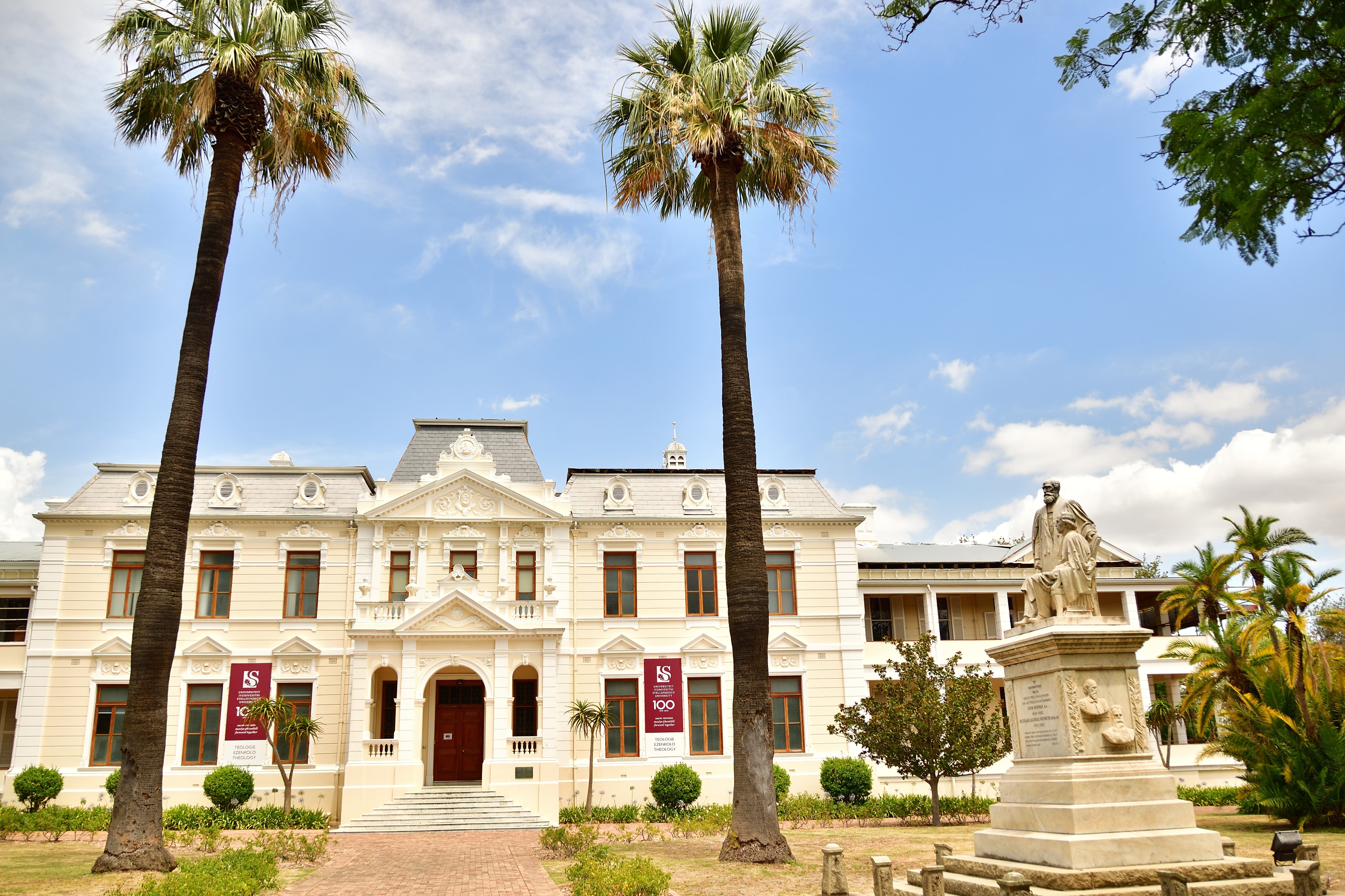
Universität Stellenbosch
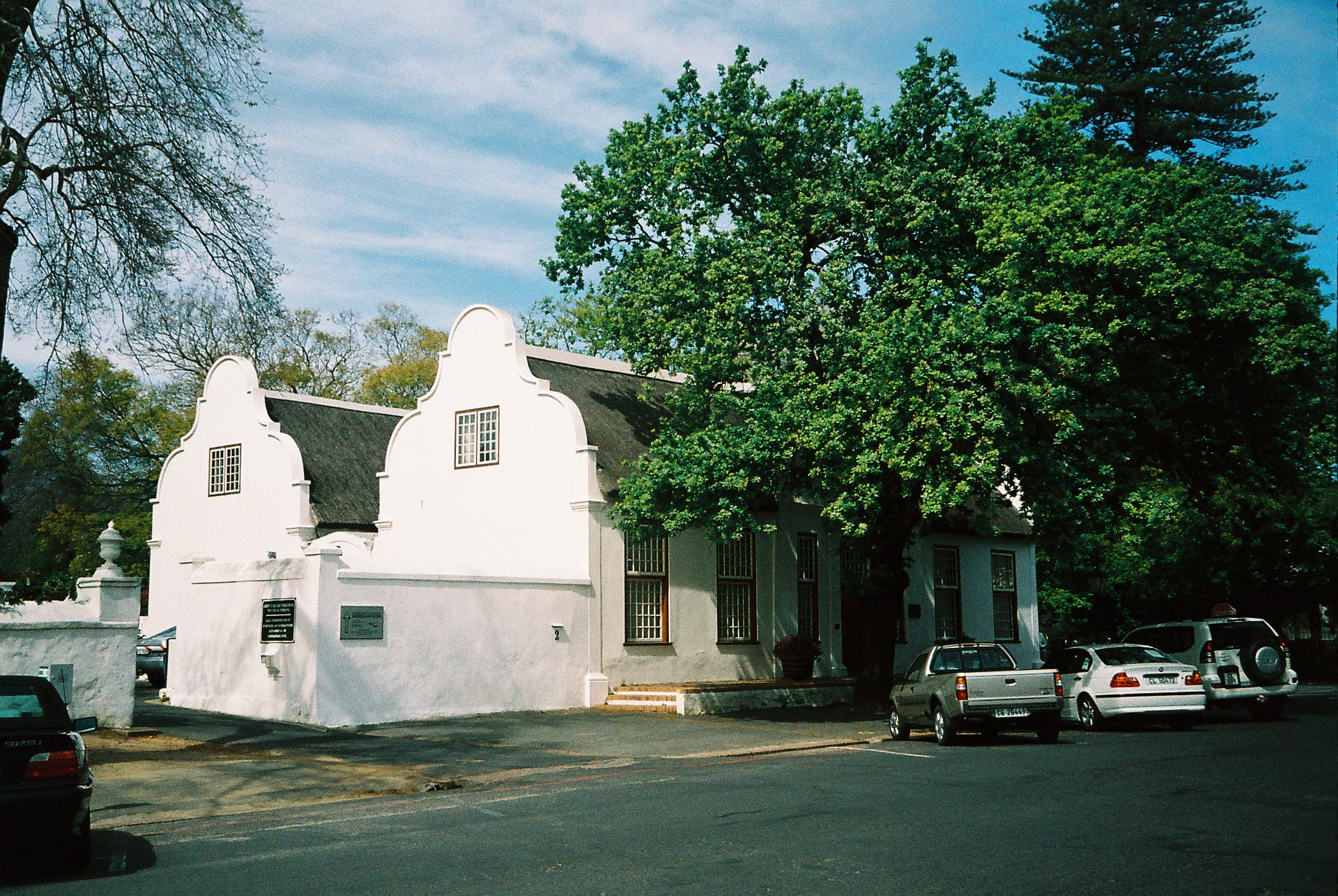
Dorp Museum, Sechsgiebelhaus
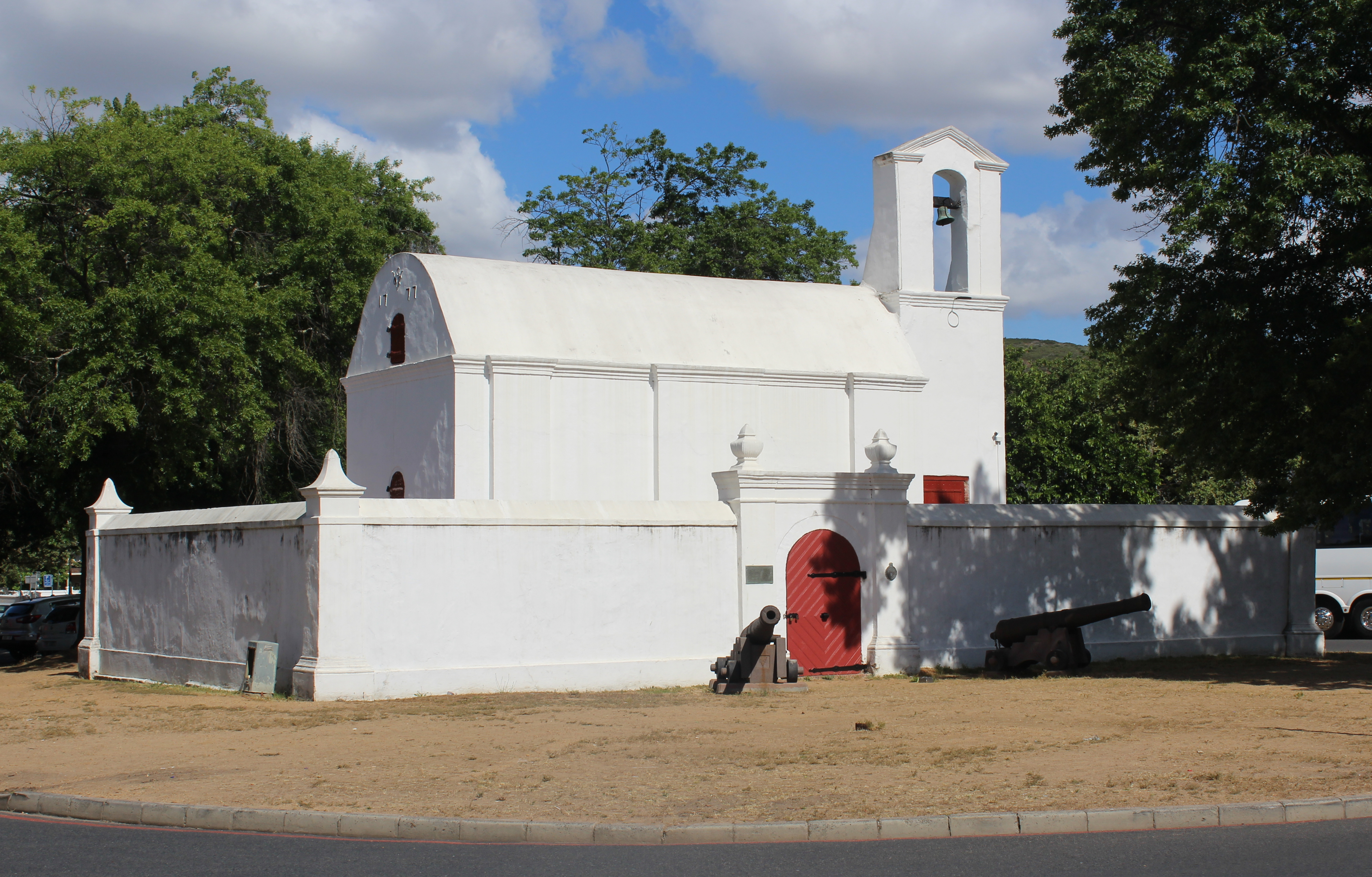
VOC-Kruithuis (Schießpulverhaus) von 1777 am Braak
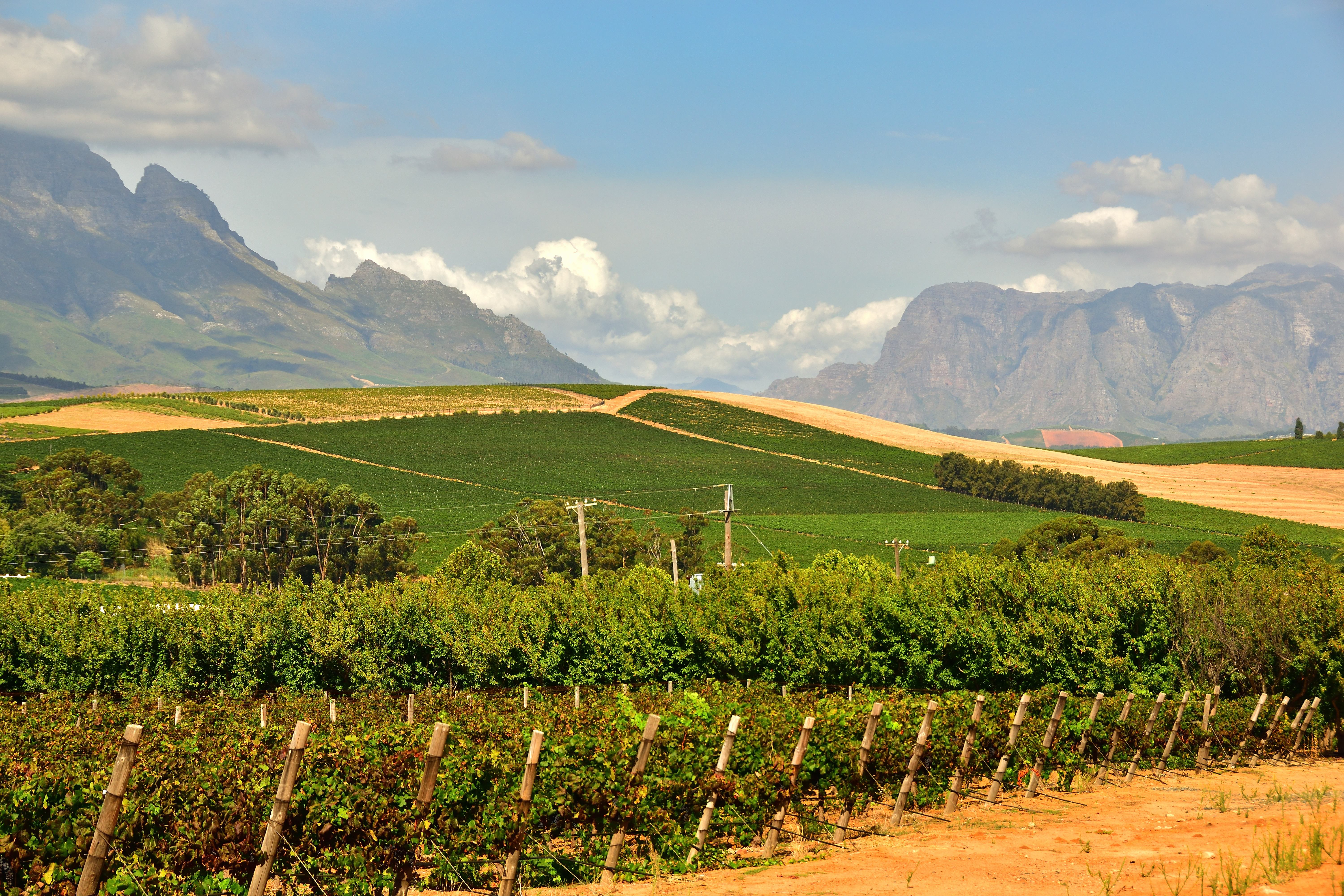
Weinbau in der Region Stellenbosch

## Sport
In Stellenbosch befindet sich das Danie Craven Stadium. Bei der Rugby-Union-Weltmeisterschaft 1995 fand hier ein Spiel statt.

## Söhne und Töchter der Stadt
- Michiel Heyns (* 1943), Schriftsteller und Übersetzer
- Arno Carstens (* 1972), Sänger
- Giniel de Villiers (* 1972), Motorsportler
- Heinz Winckler (* 1978), Sänger
- JP Pietersen (* 1986), Rugby-Union-Spieler
- Jacobus Venter (* 1987), Radrennfahrer
- Willie le Roux (* 1989), Rugby-Union-Spieler
- Bernette Beyers (* 1992), Radsportlerin
- Stefan de Bod (* 1996), Radrennfahrer
- Luke Le Roux (* 2000), Fußballspieler